# Кузьма Киевлянин
Кузьма Киевлянин (Кузьмище; ? — после 1174 года) — придворный князя Андрея Боголюбского, известен тем, что оплакивал его гибель; предполагаемый автор «Повести об убиении Андрея Боголюбского».

## Биография
Возможно родился в Киеве или Киевском княжестве, был придворным князя Андрея Боголюбского. После того как в ночь на 29 июня 1174 года был убит заговорщиками в своих покоях князь Андрей; убийцы князя и жители Боголюбова стали грабить дворец, а труп князя, с которого была снята одежда, был выброшен в огород.
Подошедший к трупу князя Кузьма плакал над телом князя и просил ключника и одного из заговорщиков Анбала Ясина дать ему ковёр, чтобы покрыть тело князя, но тот дерзко ответил: «Мы готовим его на снедение псам». Кузьма ответил: «Изверг! Государь взял тебя в рубище, а ныне ты ходишь в бархате, оставляя мертвого благодетеля без покрова.» Анбал бросил ковёр и мантию. Тело князя было отнесено в церковь, где на третий день он был отпет, и после отпевания тело отправлено во Владимир, и князь был похоронен в Успенском соборе.
Больше о его судьбе ничего неизвестно. По версии Б. А. Рыбакова он был автором «Повести об убиении Андрея Боголюбского», в котором описано деяния и убийство князя Андрея..